# Paul Oppé
Adolph Paul Oppé (* 22. September 1878 in London; † 29. März 1957 ebenda) war ein britischer Kunsthistoriker, Kunstkritiker, Kunstsammler und Museumskurator. Er gilt als Schlüsselfigur in der Erforschung und Wertschätzung britischer Zeichnungen und Aquarelle des 18. und frühen 19. Jahrhunderts.

## Leben
Paul Oppé wurde als Sohn des Seidenhändlers Siegmund Armin Oppé und seiner Frau Pauline Jaffé geboren. Nach dem Besuch der Charterhouse School studierte er Klassische Altertumswissenschaften an der Universität St. Andrews und am New College in Oxford, wo er 1901 mit Auszeichnung abschloss. Von 1902 bis 1905 lehrte er griechische Geschichte und Kunst an den Universitäten von St. Andrews und Edinburgh. 1905 trat er in den britischen Staatsdienst beim Board of Education ein, wo er bis 1938 tätig war. Gleichzeitig war er von 1906 bis 1907 und von 1910 bis 1913 stellvertretender Direktor des Victoria and Albert Museum in London. 1952 wurde er zum Fellow der British Academy gewählt.
Paul Oppés frühe wissenschaftliche Arbeit konzentrierte sich auf die italienische Renaissance, insbesondere auf Künstler wie Raffael und Botticelli. Später verlagerte sich sein Interesse auf die britische Kunst, insbesondere auf Zeichnungen und Aquarelle des 18. und 19. Jahrhunderts, und er war maßgeblich an der Wiederentdeckung und Neubewertung von Künstlern wie Alexander Cozens, John Robert Cozens, Francis Towne, Thomas Rowlandson, Paul und Thomas Sandby sowie William Hogarth beteiligt. Seine Forschungen haben wesentlich dazu beigetragen, diese Künstler in der britischen Kunstgeschichte zu etablieren.
Paul Oppé war auch ein bedeutender Kunstsammler. Seine Sammlung umfasste mehr als 3000 Arbeiten auf Papier, darunter Zeichnungen, Porträts und Landschaften aus der so genannten Goldenen Ära der britischen Aquarellmalerei (1750–1850). Seine Kunstsammlung wurde 1996 von der Tate Gallery erworben und gilt als von nationaler Bedeutung.